# Nova & Jory (dúo)
Nova & Jory fue un dúo puertorriqueño de reguetón formado en 2003, el cual se separó en 2013. Estuvo conformado por Fernando Luis González (Ponce, Puerto Rico; 3 de octubre de 1980), más conocido como Nova La Amenaza, y Fernando Luis Sierra Benítez (Carolina, Puerto Rico; 5 de julio de 1986), más conocido como Jory Boy.

## Carrera musical

### 2007–2009: Inicios
Debutaron en 2007 con la canción «Por encima», la cual se hizo conocida en Colombia y al poco tiempo, firmaron con Baby Records, compañía de Zion, en donde lanzaron sencillos como «Como lo menea» o «Es la impresión» con Guelo Star.
Como resultado, firmaron con la compañía Bad Landz Entertainment en 2008, con el que lograron posicionarse más dentro del género. En 2009, lograron más notoriedad en Latinoamérica luego de la publicación del sencillo «Bien loco», el cual tuvo una remezcla 10 años después bajo el nombre de Bien Loco Challenge.

### 2010–2012: Mucha calidad
En 2010, participaron en diferentes colaboraciones como «Matador (Remix)» o «El mal me persigue», además de lanzar sencillos como «La noche perfecta» o «Un poco más», los cuales ayudaron en la promoción de su primer material físico.
Publicaron su primer y único álbum de estudio titulado Mucha calidad en 2011, el cual contó con las colaboraciones de Daddy Yankee, Ñengo Flow, Alexis & Fido, Yomo, Ángel & Khriz y Gallego. Lanzaron su última canción como dúo en 2012, el cual se tituló «Tu novio no la hace» y con el que tomarían caminos separados como solistas.

## Integrantes

### Nova
Comenzó a interesarse en la música desde temprana edad, a los 15 años con su familia optó por mudarse hacia Estados Unidos debido a sus problemas económicos. Empezó a explorar el mundo de la música participando en competencias de improvisación y en lugares donde se le brindase la oportunidad de expresar sus vivencias a través de sus letras, por lo que tiempo después, llegó a establecer su propio estudio en Filadelfia llamado Black Jack Estudio. Como solista, lanzó su primer mixtape titulado El subestimado en 2015, el cual contó con las colaboraciones de Ozuna, Ken-Y, Franco El Gorila, Sr. Speedy, Amaro, Killatonez y Geda.

### Jory
Comenzó a interesarse en los caminos de la música desde corta edad, y particularmente al igual que Nova, a sus 10 años optó junto a su familia por mudarse hacia Estados Unidos en busca de mejor bienestar económico. Debido a problemas con su madre, decide por abandonar la casa de la misma y con esto, empezó a explorar el mundo de la música participando en shows de nuevos talentos y apariciones en televisión con el gran afán de conseguir más oportunidades musicales, hasta que tiempo después conoce a González quién para aquel momento tenía su propio estudio de grabación y con este, graban la canción «Por encima» y debido al gran apoyo que tuvieron, deciden formar Nova & Jory.
Publicó su primer álbum de estudio titulado Matando la liga en 2015, el cual alcanzó la posición #3 en el Top Latin Albums y la #1 en el Latin Rhythm Albums. Lanzó sus EP Otra liga en 2016 y Otra liga 2 en 2018, los cuales lograron posicionarse en las listas de Billboard. En 2020, lanzó su segundo álbum de estudio titulado Creme de la Creme y en el 2021, lanzó otro EP titulado La Esencia, el cual incluye 7 canciones, y con las colaboraciones de Jon Z, Ñengo Flow, Luigi 21 Plus, entre otros.

## Discografía
Álbumes de estudio
- 2011: Mucha calidad

Mixtapes
- 2007: Por encima
- 2010: Salimos del bloque

### Como solista
Nova La Amenaza
- 2015: El Subestimado
- 2010: Salimos del bloque

Jory Boy
- 2015: Matando La Liga
- 2016: Otra Liga
- 2018: Otra Liga 2
- 2020: Creme de la Creme
- 2021: La Esencia
- 2022: Bubblegum